# Henry Eyring
Henry Eyring (* 20. Februar 1901 in Colonia Juarez, Mexiko; † 26. Dezember 1981 in Salt Lake City) war ein US-amerikanischer theoretischer Chemiker.
Eyring promovierte an der University of California, Berkeley bei George Ernest Gibson (1884–1959) mit dem Thema A comparison of the ionization by and stopping power for alpha particles of elements and compounds. Er lehrte an der Princeton University und ab 1949 an der University of Utah.
Eyring stellte eine molekulare Reaktionstheorie auf, die Eyring-Theorie oder Theorie des Übergangszustandes genannt wird.
1949 erhielt er für seine Verdienste um die Rheologie die Bingham Medal. 1941 wurde er in die American Philosophical Society, 1945 in die National Academy of Sciences und 1958 in die American Academy of Arts and Sciences gewählt. Im Jahr 1975 wurde er zum Mitglied der Leopoldina gewählt, 1980 wurde er mit dem Wolf-Preis in Chemie ausgezeichnet.
Eyring war ein Mitglied der Kirche Jesu Christi der Heiligen der Letzten Tage, in der er für eine liberalere Auslegung der heiligen Schriften und gegen eine enge Lehre, vor allem im Hinblick auf Schöpfung und Evolution, eintrat.
Mit seiner Frau Mildred Bennion hatte er drei Söhne: Edward M. „Ted“ Eyring, Professor für Chemie an der Universität von Utah, Henry B. Eyring, Ratgeber in der Ersten Präsidentschaft der Kirche Jesu Christi der Heiligen der Letzten Tage, und Harden B. Eyring, der in der Verwaltung für höhere Bildung des Staates Utah tätig ist.
Zu seinen Doktoranden gehört Tracy Hall.

## Veröffentlichungen (Auswahl)
- The activated complex in chemical reactions. In: J. Chem. Phys. 3, 1935, S. 107–115.
- als Hrsg. mit D. Henderson und Wilhelm Jost: Advanced Treatise on Physical Chemistry. 10 Bände. 1969 ff.